# Lindernia hypandra
Lindernia hypandra é uma espécie botânica do gênero Lindernia pertencente à família Linderniaceae.